# 密羽蹄盖蕨
密羽蹄盖蕨（学名：Athyrium imbricatum）为蹄盖蕨科蹄盖蕨属下的一个种。

## 扩展阅读
維基物種上的相關：密羽蹄盖蕨